# Ulica Jana Pawła II w Sanoku
Ulica Jana Pawła II w Sanoku – ulica w dzielnicy Wójtostwo miasta Sanoka.
Poprzednio pod nazwą ulica Długa. W grudniu 1989 uchwałą Miejskiej Rady Narodowej w Sanoku ulica Długa została przemianowana na ulicę Jana Pawła II.
Rzymskokatoliccy mieszkańcy ulicy podlegają parafii Chrystusa Króla.
- Szkoła Podstawowa nr 9 w Sanoku, pod numerem ulicy 25 (od 1975 Szkoła Podstawowa nr 7 im. 6 Pomorskiej Dywizji Powietrznodesantowej, od 1999 do 2007 Gimnazjum nr 4 im. 6 Pomorskiej Dywizji Piechoty w Sanoku).
- W przeszłości pod adresem ul. Długiej 27 istniał dom rodziny Franciszka Stoka[4]. Zamieszkiwała w nim także Jadwiga Prochaska, matka Franciszka[5].
- Ogród jordanowski (plac zabaw[3]), w kształcie prostokąta, o powierzchni ok. 2 ha, którego okalają ul. Jana Pawła II, ul. Mariana Langiewicza, ul. Romualda Traugutta i ul. Wiśniowa, tworzony w latach 70[6], został zagospodarowany przez Spółdzielnię Mieszkaniową „Bieszczady” w Sanoku i oddany do użytku w 1978[7] (wcześniej był to obszar należący do rodziny Franciszka Lurskiego)[8][9].
- Przychodnia Zdrowia nr 2 pod numerem 38[10]. Przeniesiona z ul. R. Traugutta w 2001[11].
- Kościół Chrystusa Króla w Sanoku pod numerem 55.
- Sanockie Przedsiębiorstwo Gospodarki Komunalnej sp. z o.o. (SPGK) pod numerem 59[12][13]. W tym miejscu działa także Miejska Komunikacja Samochodowa w Sanoku. Zabudowania bazy MPO (Miejskie Przedsiębiorstwo Oczyszczania) i zajezdnia MKS powstawały w 1966[14].